# Одін Байрон
Óдін Ланд Байрон (англ. Odin Lund Biron; нар. 5 жовтня 1984 року, Дулут, Міннесота) — американський і російський актор театру і кіно. Найбільш відомий за роллю Філа Річардса в телесеріалі «Інтерни».

## Біографія
Народився в родині власника лісопилки (батько) і адміністратора клініки (мати). Коли йому було 15 років, сім'я переїхала в штат Мічиган. Мати з дитинства прищеплювала йому любов до мистецтва: постійно водила в музей і на прослуховування в місцевий театр, одночасно віддала в музичну школу. У 2004 році закінчив факультет музичного театру університету Мічигану (Енн Арбор, США).
На третьому курсі, в 2003 році, коли студенти отримали можливість виїхати навчатися за кордон на три місяці з обміну, Одін знайшов в Інтернеті сайт, де говорилося про спільну програму Інституту Юджина О'Ніла (англ.) І Школи-студії МХАТ, і вирішив, що поїде в Москву. Закінчивши навчання за обміном, Одін отримав пропозицію продовжити навчання в Школі-студії МХАТ, погодився і був зарахований відразу ж на другий курс. У 2009 році закінчив Школу-студію МХАТ (курс Костянтина Райкіна), під час навчання на останньому курсі став лауреатом премії «Золотий лист» за найкращу чоловічу роль.
З 2009 по 2009 по 2013 роки грав у Театрі «Сатирикон» імені Аркадія Райкіна. Працював асистентом-перекладачем в Школі-студії МХАТ. Грав на скрипці в музичній групі «Dr. Lector».
З 2014 по 2015 роки працював в Гоголь-центрі. Був задіяний у виставі «Мертві душі», де паралельно виконував ролі Чичикова і Манілова.
Велику популярність акторові принесла роль американця Філа Річардса в комедійному серіалі «Інтерни».
В лютому 2013 актор отримав посвідку на постійне проживання в Росії.

## Особисте життя
У 2015 році Байрон зізнався у тому, що він — гей. Також він повідомив про те, що рік зустрічався з казахстанським режисером і це був найміцніший його зв'язок.
На початку 2015 Байрон покинув Росію і повернувся в США. Пройшов навчання у кулінарній школі Le Cordon Bleu. Живе і працював в Міннеаполісі.
З 2016 знову проживає в Москві і працює в Гоголь-центрі.
Після початку подій 24 лютого 2022 року покинув Росію, про що повідомив у соціальних мережах.

## Творчість

### Фільмографія
| Рік       |   | Назва                       | Роль                               |    |
| --------- | - | --------------------------- | ---------------------------------- | -- |
| 2009      | с | Іван Грозний                | англійський посол Аврора           | ру |
| 2010      | с | Столиця гріха               | принц Макс                         | ру |
| 2011—2015 | с | Інтерни                     | Філ Річардс                        | ру |
| 2013      | ф | Пельмені                    | Алекс                              | ру |
| 2014      | ф | Спіраль                     | Саша, помічник Якоба               | ру |
| 2015      | ф | 12 місяців. Нова казка      | Липень                             | ру |
| 2016      | ф | Максимальний удар           | Флойд                              | ру |
| 2018      | с | Операція "Мухаббат"         | американський фотограф             | ру |
| 2019      | ф | Трійця / Trinity Sunday     | психолог                           | ру |
| 2019      | ф | Танці на висоті             | англичанин                         | ру |
| 2020      | с | Утриманки                   | Василь, продюсер фільму "Патріоти" | ру |
| 2021      | с | Оптимісти. Карибський сезон | Філіп Бредлі                       | ру |
| 2021      | ф | Дружина Чайковського        | Петро Чайковський                  | ру |
| 2021      | ф | Петрополіс                  | Філіп Грем                         | ру |
| 2021      | с | Останній міністр            | Едвард Сноуден                     | ру |
| 2022      | с | Карамора                    | Артур                              | ру |

### Ролі в театрі

#### Театр «Сатирикон»
- «Гроші» (за п'єсою О. Островського «Не було ні гроша, та раптом алтин», режисер — К. Райкін) — Відвідувач злодійського кубла; Модест Григорович Баклушін, молодик
- «Маленькі трагедії Пушкіна» (за творами О. С. Пушкіна «Маленькі трагедії», режисер — В.Рижаков — Сальєрі, хор

#### Школа-студія МХАТ
- «Безумство кохання» (режисер-педагог — О.Гуськов) — Едді
- « Майбутні льотчики» (режисери-педагоги — К.Райкін і С.Шенталінскій)
- «Валенсійські безумці» (режисер-педагог — О.Бутенко-Райкіна) — Рейнер, принц
- «Гамлет» (режисер-педагог — М.Брусникіна) — Гамлет
- «Євгеній Онєгін» (режисер-педагог — М.Брусникіна) — Ленський
- «Стравінський. Ігри» (режисер — педагог — А.Сігалова) — Танцюрист

#### Центр мистецтв іменіМихайла Баришникова
- «Гамлет» (режисер-педагог — М.Брусникіна) — Гамлет
- «Стравінський. Ігри» (режисер — педагог — А.Сігалова) — Танцюрист

#### St. Louis MUNY/KC Starlight
- «Співак у дощі» (режисер — Leroy Reams)

#### St. Louis MUNY
- «Енні, візьми свою рушницю» — шанувальник (режисер — Paul Blake)

#### Performance Network
- «Людина із Ла Манча» — цирюльник (режисер — Malcolm Tulip)

#### Театральный центр «На Страстном»
- «Ріверсайд Драйв» (за п'єсою Вуді Аллена, режисер — Олександр Созонов)

#### Театр і Клуб «Майстерня»
«Лафкадіо» (за повістю Шела Сілверстайна «Лафкадіо, або Лев, що відстрілювався», режисер — Світлана Іванова-Сергєєва)

#### Гоголь-центр
- «Мертві душі» (за поемою Миколи Гоголя, режисер — Кирило Сребренніков) — Чичіков / Манілов

## Номінації і нагороди
- Лауреат премії «Золотий лист-2009» в номінації «Найкраща чоловіча роль» за роль Гамлета у виставі «Гамлет» за трагедією Вільяма Шекспира[7]
- Диплом імені М. І. Гришина «За успішне осягнення професії актора».